# Флора и фауна островов Кергелен
Острова Кергелен являются частью тундрового экорегиона южных островов Индийского океана, который включает в себя несколько субантарктических островов. В этом холодном климате растительная жизнь в основном ограничивается травами, мхами и лишайниками, хотя острова также известны местной съедобной кергеленской капустой. Острова находятся в антарктической конвергенции, где холодная вода, поднимающаяся из Антарктики, смешивается с более теплой водой Индийского океана. Как следствие, многочисленны морские млекопитающие, особенно тюлени, а также морские птицы и пингвины.

## Фауна

### Млекопитающие
Тюлени и морские котики:
- Кергеленский морской котик (Arctocephalus gazella)
- Морской леопард (Hydrurga leptonyx) редкий
- Южный морской слон (Mirounga leonina).

Китообразные:
- Дельфин Коммерсона (Cephalorhynchus commersonii)
- Южный гладкий кит (Eubalaena australis)
- Горбатый кит (Megaptera novaeangliae)
- Косатка (Orcinus orca)[2], и т. д.

Интродуцированные наземные млекопитающие:
- Овцы Бизе. На Ile Longue обитает около 3500 полудиких овец, основная цель которых — обеспечение мясом научных работников, дислоцированных на островах. Как ни странно, стадо кергеленских овец, которые известны как овцы Бизе, являются вымирающей породой в континентальной Франции, откуда они произошли. Овцы страдают от высокой смертности при рождении (~25 %), потому что они не смогли приспособить свой репродуктивный цикл к сезонам южного полушария, в результате чего самки рожают в течение южных зим, когда еда менее обильна.
- Муфлон (горный баран). Насчитывая примерно 100 особей, они родом с острова Корсика и были ввезены в 1959 году. Популяция была ограничена островом Île Haute в заливе du Morbihan. В рамках продолжающихся усилий по удалению интродуцированных видов популяция была уничтожена к 2012 году.[3]
- Северный олень. Северные олени были завезены норвежцами на остров Ile des Rennes (Северный остров), также называемый Ile Australia. Олени — отличные пловцы, и вскоре они нашли свой путь к главному острову La Grande Terre, расположенному недалеко отсюда. Сегодня олени Кергеленских островов насчитывают около 4000 особей. Они смогли выжить благодаря своей способности извлекать достаточное количество питательных веществ из запасов лишайников и мхов на островах, однако их присутствие оказало негативное влияние на флору архипелага. Они составляют единственную такую популяцию в Южном полушарии, если не считать аналогичной интродуцированной популяции северных оленей в Южной Георгии, которая была в значительной степени уничтожена в 2013 году.
- Кролики. Эти маленькие зайцеобразные были привезены из Южной Африки в 1874 году. Они были вновь ввезены во второй раз позже. Обоснованием было предоставить свежий источник пищи морякам, которые могут потерпеть кораблекрушение. Кролики опустошили растительные сообщества островов и вызвали серьёзную эрозию в местах взрыва их чисел — в основном в восточной половине островов, где плотность популяции в некоторых местах достигла более 40 особей на акр. На сегодняшний день западные и северо-западные границы островов были избавлены из-за менее гостеприимного климата. Остальные острова, окружающие архипелаг, также были спасены.
- Крысы.
- Кошки. На островах обитает популяция диких кошек, происходящих от корабельных кошек, которых моряки держат для контроля за популяцией крыс. Кошки питаются в основном кроликами и морскими птицами.

### Птицы
Пингвины:
- Королевский пингвин (Aptenodytes patagonicus)
- Хохлатый пингвин (Eudyptes chrysocome)
- Золотоволосый пингвин (Eudyptes chrysolophus)
- Субантарктический пингвин (Pygoscelis papua)

Морские птицы:
- Альбатросовые
- Баклановые
- Белые ржанки
- Буревестниковые
- Крачковые
- Поморниковые

Кергеленские острова охвачены ратификацией Францией международного Соглашения о сохранении альбатросов и буревестников, разработанного под эгидой Конвенции о мигрирующих видах.
Гусеобразные:
- Кергеленская шилохвость (Anas eatoni)
- Кряква (Anas platyrhynchos) интродуцированная

### Рыбы
В 1950-х и 1960-х годах французский геолог Эдгар Обер де ла Рю начал интродукцию нескольких видов лососевых рыб. Из семи интродуцированных видов выжили и создали дикие популяции только ручьевая форель Salvelinus fontinalis и бурая форель Salmo trutta. Ручьевая форель занимает верхние водные потоки, в то время как бурая форель установила как постоянный поток, так и устойчивые анадромные популяции по всему острову.

## Флора

### Наземная растительность
Прибрежные районы, достигающие высоты около 50 м, как правило, покрыты низкой травянистой растительностью и классифицируются, как тундра. Выше возвышается каменистая почва, и растительность встречается реже, ограниченная разбросанными пучками, мхами и лишайниками.
На островах нет ни деревьев, ни кустарников. Однако это не всегда так было. Окаменелые стволы деревьев семейства Араукариевые можно найти в определённых отложениях, что является геологическим свидетельством времен, когда на Кергелене климат был теплее, чем сегодня.
Первоначально, основной тип низкогорной растительности состоял из густого и сплошного ковра азореллы (Azorella selago), на котором могли быть признаны различные другие виды, такие как знаменитая кергеленская капуста, Pringlea antiscorbutica (семейство Капустные). Азорелла (Зонтичные) имела подушкообразный рост: годовой рост формировал плотный слой, который накладывался на рост предыдущего года. Вид Lyallia kerguelensis (Гекторелловые), единственный строго эндемичный вид архипелага, имеет сходную картину роста. Подушки азореллы могли превышать 1 метр в толщину, а соседние растения могли соединяться, образуя непрерывный лист. Ходить по такой растительности было очень трудно и вредно для окружающей среды. С другой стороны, эта нежная среда была идеальной для определённых видов морских птиц, которые могли рыть там норы.
Интродукция и размножение кроликов разрушили эту среду обитания, которая была заменена моноспецифическим лугом, состоящим из растения, напоминающего небольшую кровохлёбку малую, Acaena adscendens (Розовые). Сегодня ковры из азорелл можно найти только на островах и островках, неповрежденных кроликами. Кергеленская капуста постигла практически та же участь. Появление других млекопитающих также имело последствия для растительности: потребление мышами семян кергеленской капусты, снижение её регенерационной способности, потребление лишайников северными оленями и т. д.
В плоских низинах и вблизи ручьев земля часто промокает. Здесь может развиваться болотная растительность, состоящая в основном из мхов. Эта растительность может казаться однородной на поверхности, но может покрывать зыбучие пески, в которых путешественники могут провалиться по пояс.

### Морская растительность
В отличие от земной растительности, которая очень слабо развита, морская флора процветает, в частности, благодаря присутствию гигантских бурых водорослей: ламинарии (Macrocystis pyrifera), которые образуют настоящие подводные леса, и кочайуйо (Durvillaea antarctica), которая покрывает большую часть скальных побережий.
Macrocystis — один из самых крупных видов морских макро-водорослей, вид может расти до длины 50 метров, образуя подводные леса в труднодоступных, субтильных районах. В водорослевых лесах на островах Кергелен обитает относительно мало позвоночных животных, но много красочных беспозвоночных, а также большое разнообразие красных водорослей. Штормы регулярно срывают большое количество гигантских водорослей, которые выбрасываются на берег и гниют на пляжах в виде матраса, толщина которого может достигать нескольких метров. Эти размывы водорослей образуют одну из важнейших основ местной экосистемы.